# Liste der Nummer-eins-Hits in Frankreich (2010)
Diese Liste enthält alle Nummer-eins-Hits in Frankreich im Jahr 2010. Es gab in diesem Jahr 14 Nummer-eins-Singles und 18 Nummer-eins-Alben.

## Singles
| ← 2009 ← | Liste der Nummer-eins-Hits in Frankreich (Top Singles) | Liste der Nummer-eins-Hits in Frankreich (Top Singles) | Liste der Nummer-eins-Hits in Frankreich (Top Singles) | 2011 →                    |
| \| Zeitraum \| Wo. ges. \| Interpret \| Titel Autor(en) \| Zusätzliche Informationen \| \| (Zeitraum, Wochen auf Platz eins, Interpret, Titel, Autor[en], zusätzliche Informationen) \| \| \| \| \| \| ----------------------------------------------------------------------------------------- \| -------- \| ------------------------------------------------ \| ---------------------------------------------------------------------------------------------------------------------------------------------------------------------------------------------------------------------------------------------------------------------------------------------- \| ------------------------- \| \| 14. Dezember 2009 – 22. Januar 2010 5 Wochen \| 5 \| Edward Maya & Vika Jigulina \| Stereo Love Edward Maya, Vika Jigulina \| – \| \| 23. Januar 2010 – 29. Januar 2010 1 Woche \| 1 \| Lady Gaga \| Bad Romance Nadir Khayat, Stefani Germanotta \| – \| \| 30. Januar 2010 – 19. Februar 2010 3 Wochen \| 3 \| Christophe Maé \| Dingue, dingue, dingue Musik: Christophe Guy Frédéric Martichon, Felipe Javier Saldivia, Bruno Francis Dandrimont; Text: Lionel Florence, Christophe Guy Frédéric Martichon \| – \| \| 20. Februar 2010 – 5. März 2010 2 Wochen \| 2 \| Kesha \| TiK ToK Kesha Sebert, Benjamin Levin, Lukasz Gottwald \| – \| \| 6. März 2010 – 12. März 2010 1 Woche (insgesamt 10) \| 10 \| Stromae \| Alors on danse Paul Van Haver \| – \| \| 13. März 2010 – 19. März 2010 1 Woche \| 1 \| Cœur de Pirate & Julien Doré \| Pour un infidèle Béatrice Mireille Martin \| – \| \| 20. März 2010 – 14. Mai 2010 8 Wochen (insgesamt 10) \| 10 \| Stromae \| Alors on danse Paul Van Haver \| – \| \| 15. Mai 2010 – 21. Mai 2010 1 Woche (insgesamt 2) \| 2 \| Justin Bieber feat. Ludacris \| Baby Terius Youngdell Nash, Christopher A. Stewart, Christine Flores, Christopher Brian Bridges, Justin Bieber \| – \| \| 22. Mai 2010 – 28. Mai 2010 1 Woche (insgesamt 10) \| 10 \| Stromae \| Alors on danse Paul Van Haver \| – \| \| 29. Mai 2010 – 4. Juni 2010 1 Woche (insgesamt 2) \| 2 \| Justin Bieber feat. Ludacris \| Baby Terius Youngdell Nash, Christopher A. Stewart, Christine Flores, Christopher Brian Bridges, Justin Bieber \| – \| \| 5. Juni 2010 – 18. Juni 2010 2 Wochen (insgesamt 5) \| 5 \| Jessy Matador \| Allez ola olé Jacques Ballue, Hugues Ducamin \| – \| \| 19. Juni 2010 – 25. Juni 2010 1 Woche \| 1 \| David Guetta & Chris Willis feat. Fergie & LMFAO \| Gettin’ over You David Guetta, Jean-Claude Sindres, Frédéric Jean Riesterer, Christopher Kevin Willis, Will Adams, Stacy Ferguson, Stefan Kendal Gordy, Sandy Julien Wilhelm, David Jamahl Listenbee \| – \| \| 26. Juni 2010 – 16. Juli 2010 3 Wochen (insgesamt 5) \| 5 \| Jessy Matador \| Allez ola olé Jacques Ballue, Hugues Ducamin \| – \| \| 17. Juli 2010 – 23. Juli 2010 1 Woche \| 1 \| Collectif Métissé \| Debout pour danser Frédéric Crépin, Juan Veintetres, Claude Somarriba, Gaëtan Carnasciali \| – \| \| 24. Juli 2010 – 3. September 2010 6 Wochen \| 6 \| Shakira feat. Freshlyground \| Waka Waka (This Time for Africa) Shakira Isabel Mebarak Ripol, John Graham Hill, Zolani Monica Mahola, Simon Eric Attwell, Peter David Cohen, Kyla-Rose Smith, Julio Navela Sigauque, Neil John Francis Hawks, Eugene Victor Doo Belley, Jean Paul Zé Bella, Emile Kojidie, Seredeal Scheepers \| – \| \| 4. September 2010 – 3. Dezember 2010 13 Wochen \| 13 \| René la Taupe \| Mignon mignon Hank Hobson, Christian Büttner \| – \| \| 4. Dezember 2010 – 24. Dezember 2010 3 Wochen \| 3 \| Mylène Farmer \| Oui mais … non Nadir Khayat, Mylène Farmer \| – \| \| 25. Dezember 2010 – 4. März 2011 10 Wochen \| 10 \| Israel Kamakawiwo'ole \| Somewhere over the Rainbow / What a Wonderful World Harold Arlen, George Douglas, E. Y. Harburg, George David Weiss \| – \| |                                                        |                                                        | |                           |
| ← 2009 |                                                        |                                                        | | → 2011 →                  |
| Zeitraum | Wo. ges.                                               | Interpret                                              | Titel Autor(en) | Zusätzliche Informationen |
| (Zeitraum, Wochen auf Platz eins, Interpret, Titel, Autor[en], zusätzliche Informationen) |                                                        |                                                        | |                           |
| 14. Dezember 2009 – 22. Januar 2010 5 Wochen | 5                                                      | Edward Maya & Vika Jigulina                            | Stereo Love Edward Maya, Vika Jigulina | –                         |
| 23. Januar 2010 – 29. Januar 2010 1 Woche | 1                                                      | Lady Gaga                                              | Bad Romance Nadir Khayat, Stefani Germanotta | –                         |
| 30. Januar 2010 – 19. Februar 2010 3 Wochen | 3                                                      | Christophe Maé                                         | Dingue, dingue, dingue Musik: Christophe Guy Frédéric Martichon, Felipe Javier Saldivia, Bruno Francis Dandrimont; Text: Lionel Florence, Christophe Guy Frédéric Martichon | –                         |
| 20. Februar 2010 – 5. März 2010 2 Wochen | 2                                                      | Kesha                                                  | TiK ToK Kesha Sebert, Benjamin Levin, Lukasz Gottwald | –                         |
| 6. März 2010 – 12. März 2010 1 Woche (insgesamt 10) | 10                                                     | Stromae                                                | Alors on danse Paul Van Haver | –                         |
| 13. März 2010 – 19. März 2010 1 Woche | 1                                                      | Cœur de Pirate & Julien Doré                           | Pour un infidèle Béatrice Mireille Martin | –                         |
| 20. März 2010 – 14. Mai 2010 8 Wochen (insgesamt 10) | 10                                                     | Stromae                                                | Alors on danse Paul Van Haver | –                         |
| 15. Mai 2010 – 21. Mai 2010 1 Woche (insgesamt 2) | 2                                                      | Justin Bieber feat. Ludacris                           | Baby Terius Youngdell Nash, Christopher A. Stewart, Christine Flores, Christopher Brian Bridges, Justin Bieber | –                         |
| 22. Mai 2010 – 28. Mai 2010 1 Woche (insgesamt 10) | 10                                                     | Stromae                                                | Alors on danse Paul Van Haver | –                         |
| 29. Mai 2010 – 4. Juni 2010 1 Woche (insgesamt 2) | 2                                                      | Justin Bieber feat. Ludacris                           | Baby Terius Youngdell Nash, Christopher A. Stewart, Christine Flores, Christopher Brian Bridges, Justin Bieber | –                         |
| 5. Juni 2010 – 18. Juni 2010 2 Wochen (insgesamt 5) | 5                                                      | Jessy Matador                                          | Allez ola olé Jacques Ballue, Hugues Ducamin | –                         |
| 19. Juni 2010 – 25. Juni 2010 1 Woche | 1                                                      | David Guetta & Chris Willis feat. Fergie & LMFAO       | Gettin’ over You David Guetta, Jean-Claude Sindres, Frédéric Jean Riesterer, Christopher Kevin Willis, Will Adams, Stacy Ferguson, Stefan Kendal Gordy, Sandy Julien Wilhelm, David Jamahl Listenbee                                                                                           | –                         |
| 26. Juni 2010 – 16. Juli 2010 3 Wochen (insgesamt 5) | 5                                                      | Jessy Matador                                          | Allez ola olé Jacques Ballue, Hugues Ducamin | –                         |
| 17. Juli 2010 – 23. Juli 2010 1 Woche | 1                                                      | Collectif Métissé                                      | Debout pour danser Frédéric Crépin, Juan Veintetres, Claude Somarriba, Gaëtan Carnasciali | –                         |
| 24. Juli 2010 – 3. September 2010 6 Wochen | 6                                                      | Shakira feat. Freshlyground                            | Waka Waka (This Time for Africa) Shakira Isabel Mebarak Ripol, John Graham Hill, Zolani Monica Mahola, Simon Eric Attwell, Peter David Cohen, Kyla-Rose Smith, Julio Navela Sigauque, Neil John Francis Hawks, Eugene Victor Doo Belley, Jean Paul Zé Bella, Emile Kojidie, Seredeal Scheepers | –                         |
| 4. September 2010 – 3. Dezember 2010 13 Wochen | 13                                                     | René la Taupe                                          | Mignon mignon Hank Hobson, Christian Büttner | –                         |
| 4. Dezember 2010 – 24. Dezember 2010 3 Wochen | 3                                                      | Mylène Farmer                                          | Oui mais … non Nadir Khayat, Mylène Farmer | –                         |
| 25. Dezember 2010 – 4. März 2011 10 Wochen | 10                                                     | Israel Kamakawiwo'ole                                  | Somewhere over the Rainbow / What a Wonderful World Harold Arlen, George Douglas, E. Y. Harburg, George David Weiss | –                         |

## Alben
| ← 2009 ← | Liste der Nummer-eins-Hits in Frankreich | Liste der Nummer-eins-Hits in Frankreich | Liste der Nummer-eins-Hits in Frankreich | 2011 →                    |
| \| Zeitraum \| Wo. ges. \| Interpret \| Titel \| Zusätzliche Informationen \| \| (Zeitraum, Wochen auf Platz eins, Interpret, Titel, zusätzliche Informationen) \| \| \| \| \| \| ------------------------------------------------------------------------------ \| -------- \| ------------------- \| --------------------------------------- \| ------------------------- \| \| 14. Dezember 2009 – 12. Februar 2010 8 Wochen (insgesamt 12) \| 12 \| The Black Eyed Peas \| The E.N.D. \| – \| \| 13. Februar 2010 – 12. März 2010 4 Wochen \| 4 \| Sade \| Soldier of Love \| – \| \| 13. März 2010 – 26. März 2010 2 Wochen \| 2 \| Les Enfoirés \| 2010: Les Enfoirés … La crise de nerfs! \| – \| \| 27. März 2010 – 16. April 2010 3 Wochen \| 3 \| Christophe Maé \| On trace la route \| – \| \| 17. April 2010 – 18. Juni 2010 9 Wochen (insgesamt 10) \| 10 \| Les Prêtres \| Spiritus Dei \| – \| \| 19. Juni 2010 – 20. August 2010 9 Wochen \| 9 \| Zaz \| Zaz \| – \| \| 21. August 2010 – 27. August 2010 1 Woche \| 1 \| Iron Maiden \| The Final Frontier \| – \| \| 28. August 2010 – 24. September 2010 4 Wochen \| 4 \| Yannick Noah \| Frontières \| – \| \| 25. September 2010 – 1. Oktober 2010 1 Woche \| 1 \| Zazie \| Za7ie \| – \| \| 2. Oktober 2010 – 8. Oktober 2010 1 Woche \| 1 \| Raphaël \| Pacific 231 \| – \| \| 9. Oktober 2010 – 22. Oktober 2010 2 Wochen \| 2 \| Soprano \| La colombe \| – \| \| 23. Oktober 2010 – 29. Oktober 2010 1 Woche \| 1 \| Eddy Mitchell \| Come Back \| – \| \| 30. Oktober 2010 – 12. November 2010 2 Wochen \| 2 \| Shakira \| Sale el sol \| – \| \| 13. November 2010 – 19. November 2010 1 Woche \| 1 \| Florent Pagny \| Tout et son contraire \| – \| \| 20. November 2010 – 26. November 2010 1 Woche \| 1 \| Grégoire \| Le même soleil \| – \| \| 27. November 2010 – 3. Dezember 2010 1 Woche \| 1 \| Booba \| Lunatic \| – \| \| 4. Dezember 2010 – 10. Dezember 2010 1 Woche (insgesamt 2) \| 2 \| The Black Eyed Peas \| The Beginning \| – \| \| 11. Dezember 2010 – 31. Dezember 2010 3 Wochen \| 3 \| Mylène Farmer \| Bleu noir \| – \| |                                          |                                          |                                          |                           |
| ← 2009 |                                          |                                          |                                          | → 2011 →                  |
| Zeitraum | Wo. ges.                                 | Interpret                                | Titel                                    | Zusätzliche Informationen |
| (Zeitraum, Wochen auf Platz eins, Interpret, Titel, zusätzliche Informationen) |                                          |                                          |                                          |                           |
| 14. Dezember 2009 – 12. Februar 2010 8 Wochen (insgesamt 12) | 12                                       | The Black Eyed Peas                      | The E.N.D.                               | –                         |
| 13. Februar 2010 – 12. März 2010 4 Wochen | 4                                        | Sade                                     | Soldier of Love                          | –                         |
| 13. März 2010 – 26. März 2010 2 Wochen | 2                                        | Les Enfoirés                             | 2010: Les Enfoirés … La crise de nerfs!  | –                         |
| 27. März 2010 – 16. April 2010 3 Wochen | 3                                        | Christophe Maé                           | On trace la route                        | –                         |
| 17. April 2010 – 18. Juni 2010 9 Wochen (insgesamt 10) | 10                                       | Les Prêtres                              | Spiritus Dei                             | –                         |
| 19. Juni 2010 – 20. August 2010 9 Wochen | 9                                        | Zaz                                      | Zaz                                      | –                         |
| 21. August 2010 – 27. August 2010 1 Woche | 1                                        | Iron Maiden                              | The Final Frontier                       | –                         |
| 28. August 2010 – 24. September 2010 4 Wochen | 4                                        | Yannick Noah                             | Frontières                               | –                         |
| 25. September 2010 – 1. Oktober 2010 1 Woche | 1                                        | Zazie                                    | Za7ie                                    | –                         |
| 2. Oktober 2010 – 8. Oktober 2010 1 Woche | 1                                        | Raphaël                                  | Pacific 231                              | –                         |
| 9. Oktober 2010 – 22. Oktober 2010 2 Wochen | 2                                        | Soprano                                  | La colombe                               | –                         |
| 23. Oktober 2010 – 29. Oktober 2010 1 Woche | 1                                        | Eddy Mitchell                            | Come Back                                | –                         |
| 30. Oktober 2010 – 12. November 2010 2 Wochen | 2                                        | Shakira                                  | Sale el sol                              | –                         |
| 13. November 2010 – 19. November 2010 1 Woche | 1                                        | Florent Pagny                            | Tout et son contraire                    | –                         |
| 20. November 2010 – 26. November 2010 1 Woche | 1                                        | Grégoire                                 | Le même soleil                           | –                         |
| 27. November 2010 – 3. Dezember 2010 1 Woche | 1                                        | Booba                                    | Lunatic                                  | –                         |
| 4. Dezember 2010 – 10. Dezember 2010 1 Woche (insgesamt 2) | 2                                        | The Black Eyed Peas                      | The Beginning                            | –                         |
| 11. Dezember 2010 – 31. Dezember 2010 3 Wochen | 3                                        | Mylène Farmer                            | Bleu noir                                | –                         |